# HB Tórshavn
Pour les articles homonymes, voir HTO.
Maillots
Actualités
Le Havnar Bóltfelag (littéralement Club de balle du Port) ou HB Tórshavn, souvent abrégé HB, est un club de football féroïen basé à Tórshavn.
Avec plus de 1 000 joueurs licencié au club et 30 équipes semi-professionnelles, il est le plus important club de football des Îles Féroé et est aussi l'équipe la plus titrée du pays.

## Historique
Le club est créé en octobre 1904. En novembre de la même année, le club dispose de sa première équipe dirigeante qui est composée autour de trois personnes : Mads Andrias Winther, Jóan Pauli Joensen et Jákup Mouritsen. Le club se forme petit à petit et organise le premier match de son histoire contre le TB Tvøroyri le 23 mai 1909 à Tvøroyri, ce premier match se finira sur un match nul, 2 à 2. Deux mois plus tard, le 18 juillet 1909 la revanche de ce premier match est organisé dans le quartier de Hoydølar à Tórshavn et c'est HB qui s'impose 3 buts à 1. Le premier match contre les futurs rivaux de KÍ Klaksvík se déroule le 16 juillet 1911 et HB s'impose 5 à 0 face à KÍ. Un an après HB et KÍ se retrouvent pour deux matchs, un à Tórshavn qui verra HB s'imposer à nouveau et un match à Klaksvík qui se finira sur un score de parité 3 à 3. S'ensuivra alors encore plusieurs matchs entre ces deux équipes et à chaque fois HB triomphe (5 à 3, 7 à 0) mais en 1927, KÍ dispose enfin de HB à Klaksvík sur le score de 7 à 2, ce qui constitue la première défaite de l'histoire de HB.

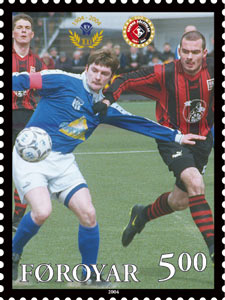
Timbre sur le duel HB-KÍ

En 1942, il est décidé de créer un championnat de football aux Îles Féroé, HB échouera continuellement lors des premières éditions de ce championnat mais lors de l'année 1955 le club du port réalisera un doublé puisque le club remporte le championnat et gagne aux dépens de KÍ la coupe nationale qui était organisé pour la première fois. S'ensuivra une domination de HB sur la scène nationale, puisque le club remportera au total 24 fois le championnat et 28 fois la coupe nationale ce qui en fait le club le plus titré du pays, HB aurait même pu disposer d'une coupe nationale de plus, puisque lors de l'édition de 1970 la finale devait voir s'opposer HB et KÍ mais elle ne fut pas disputée car les rivaux de Klaksvík ne se présentèrent pas au match refusant de jouer cette finale à Tórshavn. Il faut aussi noter que depuis la création du championnat HB est toujours resté en première division, c'est le seul club féroïen à avoir réussi l'exploit de ne jamais être relégué de son histoire.

## Bilan sportif

### Palmarès
- Championnat des îles Féroé (24) :
  - Champion : 1955, 1960, 1963, 1964, 1965, 1971, 1973, 1974, 1975, 1978, 1981, 1982, 1988, 1990, 1998, 2002, 2003, 2004, 2006, 2009, 2010, 2013, 2018 et 2020
  - Vice-champion : 1948, 1949, 1958, 1961, 1967, 1968, 1969, 1970, 1972, 1976, 1977, 1980, 1983, 1985, 1986, 1987, 1989, 1993, 1994, 1995, 1997, 2000, 2008, 2014 et 2021
- Coupe des îles Féroé (30) :  
  - Vainqueur : 1955, 1957, 1959, 1962, 1963, 1964, 1968, 1969, 1971, 1972, 1973, 1975, 1976, 1978, 1979, 1980, 1981, 1982, 1984, 1987, 1988, 1989, 1992, 1995, 1998, 2004, 2019, 2020, 2023, 2024
  - Finaliste : 1958, 1960, 1965, 1966, 1970, 1974, 1991, 1993, 1996, 2000, 2002, 2007, 2014 et 2018
- Supercoupe des îles Féroé (4) :  
  - Vainqueur : 2009, 2010, 2019 et 2021
  - Finaliste : 2007, 2011, 2014 et 2020

### Bilan européen
Légende
- Victoire ou qualification pour le tour suivant
- Match nul
- Défaite ou élimination de la compétition

Note : dans les résultats ci-dessous, le score du club est toujours donné en premier
| Saison    | Compétition             | Tour              | Club                  | Domicile | Extérieur | Total             |
| --------- | ----------------------- | ----------------- | --------------------- | -------- | --------- | ----------------- |
| 1993-1994 | Coupe des coupes        | Tour préliminaire | RAF Jelgava           | 3 - 0    | 0 - 1     | 3 - 1             |
| 1993-1994 | Coupe des coupes        | Premier tour      | Universitatea Craiova | 0 - 3    | 0 - 4     | 0 - 7             |
| 1994-1995 | Coupe UEFA              | Tour préliminaire | Motherwell FC         | 1 - 4    | 0 - 3     | 1 - 7             |
| 1995      | Coupe Intertoto         | Groupe 3          | Universitatea Cluj    | 0 - 0    | N/A       | Quatrième         |
| 1995      | Coupe Intertoto         | Groupe 3          | Tromsø IL             | N/A      | 0 - 10    | Quatrième         |
| 1995      | Coupe Intertoto         | Groupe 3          | Germinal Ekeren       | 1 - 1    | N/A       | Quatrième         |
| 1995      | Coupe Intertoto         | Groupe 3          | FC Aarau              | N/A      | 1 - 6     | Quatrième         |
| 1996-1997 | Coupe des coupes        | Tour préliminaire | Dinamo Batoumi        | 0 - 3    | 0 - 6     | 0 - 9             |
| 1997-1998 | Coupe des coupes        | Tour préliminaire | APOEL Nicosie         | 1 - 1    | 0 - 6     | 0 - 9             |
| 1998-1999 | Coupe UEFA              | Premier tour Q    | VPS Vaasa             | 2 - 0    | 0 - 4     | 2 - 4             |
| 1999-2000 | Ligue des champions     | Tour préliminaire | Haka Valkeakoski      | 1 - 1    | 0 - 6     | 1 - 7             |
| 2000      | Coupe Intertoto         | Premier tour      | FC Tatabánya          | 0 - 4    | 0 - 3     | 0 - 7             |
| 2001-2002 | Coupe UEFA              | Tour préliminaire | Grazer AK             | 2 - 2    | 0 - 4     | 2 - 6             |
| 2003-2004 | Ligue des champions     | Premier tour Q    | FBK Kaunas            | 0 - 1    | 1 - 4     | 1 - 5             |
| 2004-2005 | Ligue des champions     | Premier tour Q    | WIT Georgia           | 3 - 0    | 0 - 5     | 3 - 5             |
| 2005-2006 | Ligue des champions     | Premier tour Q    | FBK Kaunas            | 2 - 4    | 0 - 4     | 2 - 8             |
| 2006      | Coupe Intertoto         | Premier tour      | Dinaburg FC           | 0 - 1    | 1 - 1     | 1 - 2             |
| 2007-2008 | Ligue des champions     | Premier tour Q    | FH Hafnarfjörður      | 0 - 0    | 1 - 4     | 1 - 4             |
| 2008      | Coupe Intertoto         | Premier tour      | IF Elfsborg           | 1 - 4    | 0 - 0     | 1 - 4             |
| 2009-2010 | Ligue Europa            | Deuxième tour Q   | Omonia Nicosie        | 1 - 4    | 0 - 4     | 1 - 8             |
| 2010-2011 | Ligue des champions     | Deuxième tour Q   | Red Bull Salzbourg    | 1 - 0    | 0 - 5     | 1 - 5             |
| 2011-2012 | Ligue des champions     | Deuxième tour Q   | Malmö FF              | 1 - 1    | 0 - 2     | 1 - 3             |
| 2013-2014 | Ligue Europa            | Premier tour Q    | ÍB Vestmannaeyja      | 0 - 1    | 1 - 1     | 1 - 2             |
| 2014-2015 | Ligue des champions     | Premier tour Q    | Lincoln Red Imps      | 5 - 2    | 1 - 1     | 6 - 3             |
| 2014-2015 | Ligue des champions     | Deuxième tour Q   | Partizan Belgrade     | 1 - 3    | 0 - 3     | 1 - 6             |
| 2015-2016 | Ligue Europa            | Premier tour Q    | FK Trakai             | 1 - 4    | 0 - 3     | 1 - 7             |
| 2016-2017 | Ligue Europa            | Premier tour Q    | Levadia Tallinn       | 0 - 2    | 1 - 1     | 1 - 3             |
| 2019-2020 | Ligue des champions     | Premier tour Q    | HJK Helsinki          | 2 - 2    | 0 - 3     | 2 - 5             |
| 2019-2020 | Ligue Europa            | Deuxième tour Q   | Linfield FC           | 2 - 2    | 0 - 1     | 2 - 3             |
| 2020-2021 | Ligue Europa            | Tour préliminaire | Glentoran FC          | N/A      | 0 - 1     | 0 - 1             |
| 2021-2022 | Ligue des champions     | Tour préliminaire | Inter Club d'Escaldes | 0 - 1    | 0 - 1     | 0 - 1             |
| 2021-2022 | Ligue Europa Conférence | Deuxième tour Q   | Budućnost Podgorica   | 4 - 0    | 2 - 0     | 6 - 0             |
| 2021-2022 | Ligue Europa Conférence | Troisième tour Q  | Maccabi Haïfa         | 1 - 0    | 2 - 7     | 3 - 7             |
| 2022-2023 | Ligue Europa Conférence | Premier tour Q    | Newtown AFC           | 1 - 0    | 1 - 2 ap  | 2 - 2 (2 - 4 tab) |
| 2023-2024 | Ligue Europa Conférence | Premier tour Q    | Derry City            | 0 - 0    | 0 - 1     | 0 - 1             |
| 2024-2025 | Ligue Conférence        | Deuxième tour Q   | Hajduk Split          | 0 - 0    | 0 - 2     | 0 - 2             |
| 2025-2026 | Ligue Conférence        | Deuxième tour Q   | Brøndby IF            | 1 - 1    | 0 - 1     | 1 - 2             |

1. ↑  Victoire par forfait, le RAF Jelgava ne s'étant pas présenté pour le match retour aux Îles Féroé.

## Anciens entraîneurs[7]
- Ion Geolgău (1997-2002)
- Heine Fernandez (2004-2005)